# 威廉·杰克逊
威廉·杰克逊（英語：William Jackson，1871年3月14日—1955年1月26日），英国男子冰壶运动员。他曾代表英国获得1924年冬季奥运会冰壶比赛男子团体金牌。他的儿子劳伦斯同样也是冰壶选手。